# Astragalus johannis
Astragalus johannis är en ärtväxtart som beskrevs av Pierre Edmond Boissier. Astragalus johannis ingår i släktet vedlar, och familjen ärtväxter. Inga underarter finns listade i Catalogue of Life.